# J'ai lu
J'ai lu este o editură generalistă franceză cu sediul la Paris. Ea a fost fondată în 1958 de Frédéric Ditis, la cererea lui Henri Flammarion, și avea ca scop publicarea cărților în format de buzunar. 
Linia sa editorială este foarte variată: romane de beletristică generală, științifico-fantastice, fantastice, de fantezie, benzi desenate, romane polițiste, romane de dragoste, cărți de dezvoltare personală, de ezoterism și documentare. Editura publică în principal cărți în format de buzunar, dar și în format mediu sau mare, în diverse colecții, cum ar fi „LJ” și „Nouveaux Millénaires”, inițiate în 2018 și respectiv în 2011, sau ciclul La Tour sombre al lui Stephen King. 
Începând din 2012 face parte din grupul Madrigall. 
Cărțile editate de J’ai lu sunt distribuite în librării mici, medii și mari, în supermarketuri specializate în produse alimentare și pe Internet. 

## Istoric

### Înființare
Éditions J'ai lu a fost creată în 1958 la inițiativa lui Henri Flammarion și Frédéric Ditis și a fost unul dintre pionierii edițiilor de buzunar. Cărțile vândute în acest nou format la prețuri reduse au revoluționat obiceiurile de lectură și s-au înmulțit rapid datorită creșterii cererii cititorilor care a avut loc în perioada 1946-1975. 

### Începuturi
Difuzate pentru prima dată în magazinele Prisunic din centrul orașelor, cărțile editurii J'ai lu au avut parte de un mare succes comercial datorită autorului Guy des Cars. Editura a publicat încă de la început autori populari și a identificat rapid apetitul cititorilor pentru genurile încă marginalizate din cultura „oficială”, cum ar fi științifico-fantasticul, spiritualitatea sau romanul feminin. 

### Precursoare a PLV
În 1967 Éditions J'ai lu a fost prima editură care a realizat campanii publicitare care au contribuit la creșterea vânzărilor. În 1970 un ciudat „obiect de prezentare [...] care putea conține între șase și opt volume” și-a făcut apariția în punctele de vânzare: publicitatea la locul de vânzare (PLV).

### Expansiune
Colecția ezoterică «Aventure secrète» a fost creată în 1968 prin fuziunea celor două colecții «L’Aventure mystérieuse» și «New Age». În 1970 literatura științifico-fantastică a fost publicată în colecția «J’ai lu SF». În 1986 benzile desenate au început să fie publicate în ediții de buzunar, în principal cele realizate de Binet, Franquin și Gotlib. În 1990 edițiile de buzunar au fost ilustrate în colecția «J’ai lu la vie !», precursoare a colecției actuale «Bien-être». În 1994 nuvelele Metamorfoza și Le Horla au fost oferite la prețuri mici sub marca Librio. În 1997 colecția «Nouvelle Génération» a lansat operele scriitorilor din noua generație precum Virginie Despentes și Michel Houellebecq. În 2013 literatura umoristică a avut un mare succes cu cartea La femme parfaite est une connasse scrisă de Anne-Sophie și Marie-Aldine Girard cu peste 2 milioane de cărți vândute. În 2017 vânzările cărții Le pouvoir du moment présent a lui Eckhart Tolle, publicate la 1 septembrie 2010, Puterea momentului prezent, ajung la un milion de exemplare. J’ai lu continuă să publice operele unor autori emblematici precum Fred Vargas, Paulo Coelho, Michel Houellebecq, Robin Hobb, George R.R. Martin, Nora Roberts, Sylvia Day, John Gray, Gilles Legardinier sau Anna Gavalda (mai mult de 6.300.000 de exemplare vândute în toate edițiile). 

## Identitate vizuală

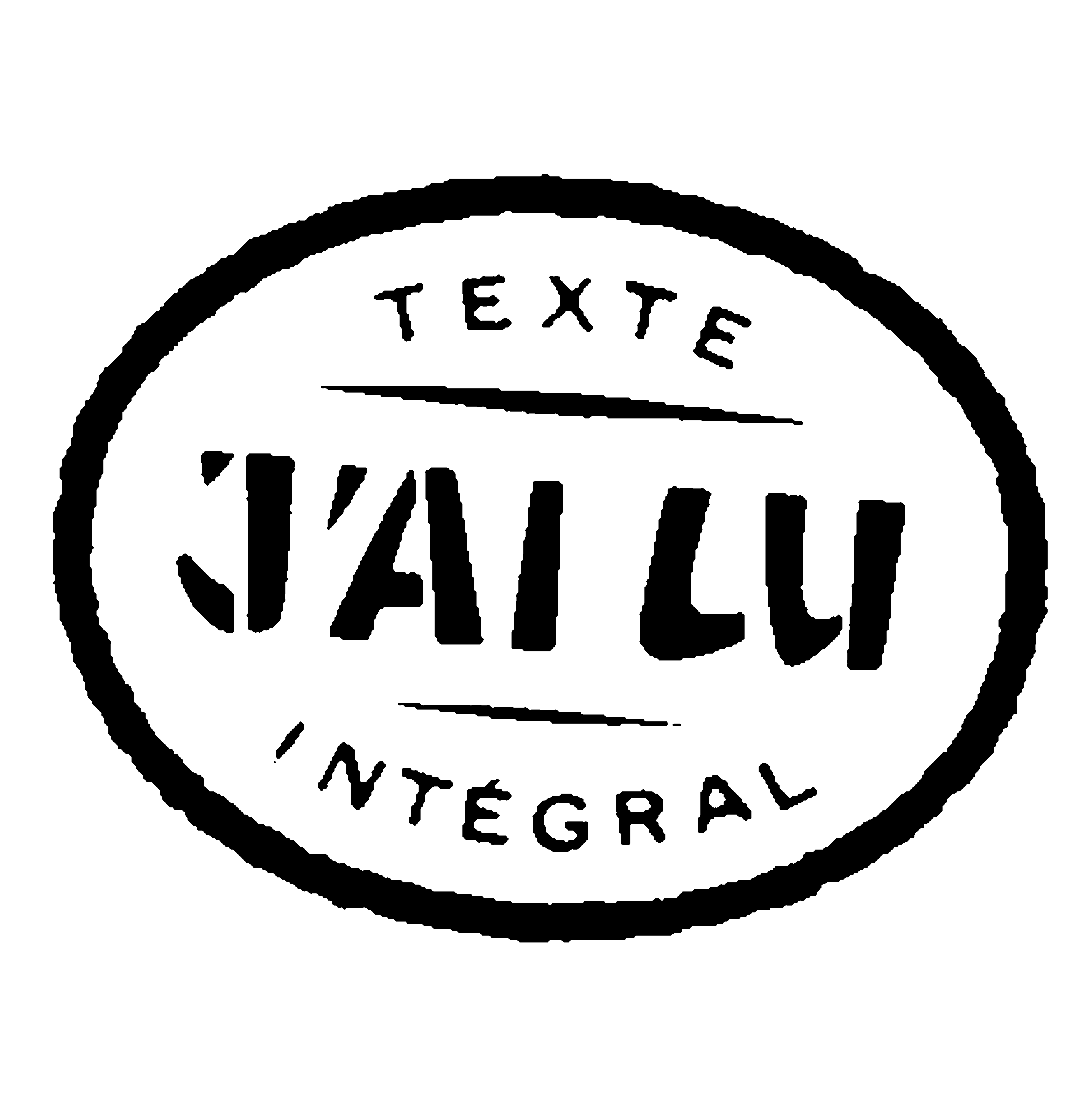
1958
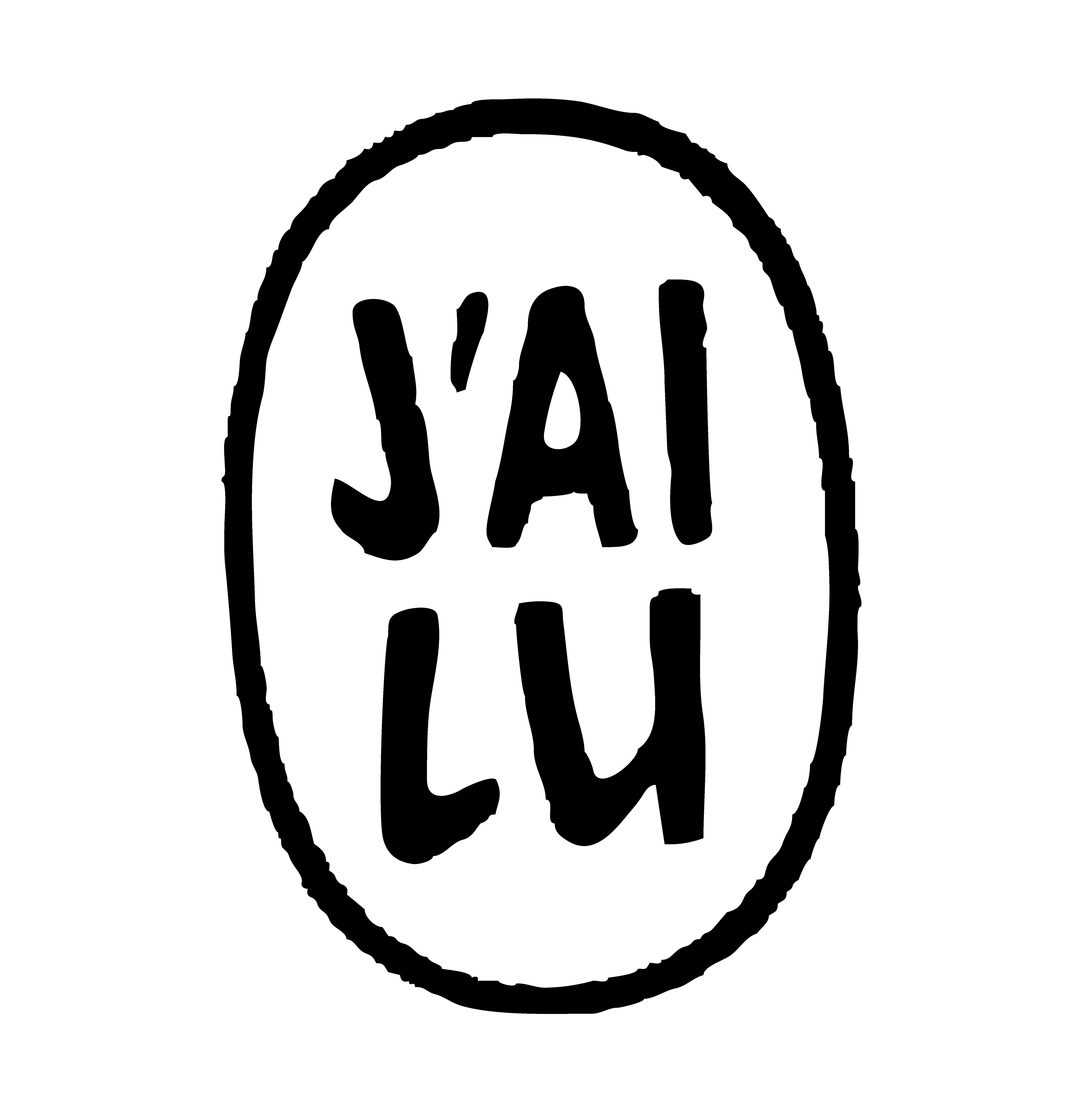
1971
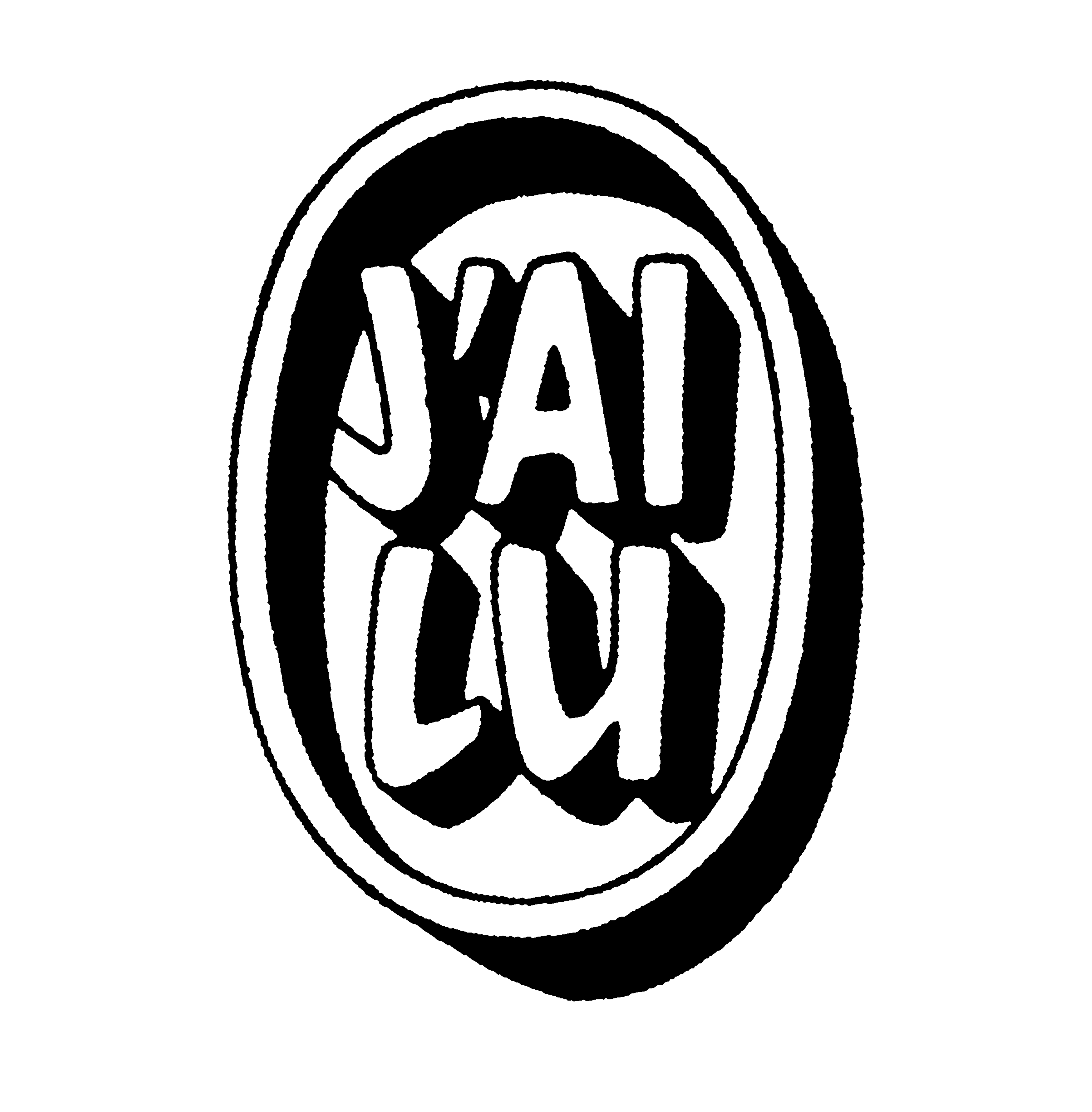
1973
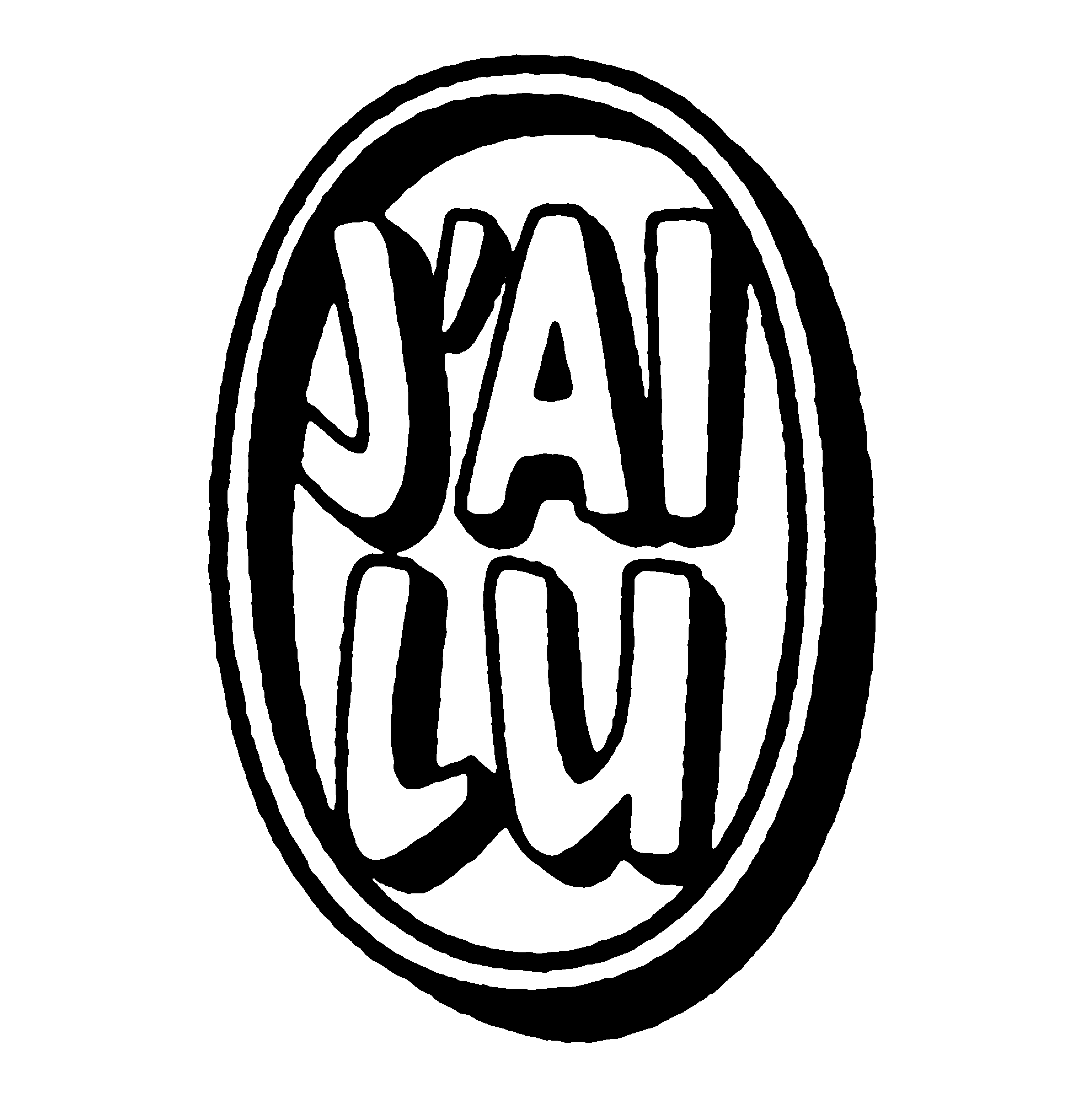
1989
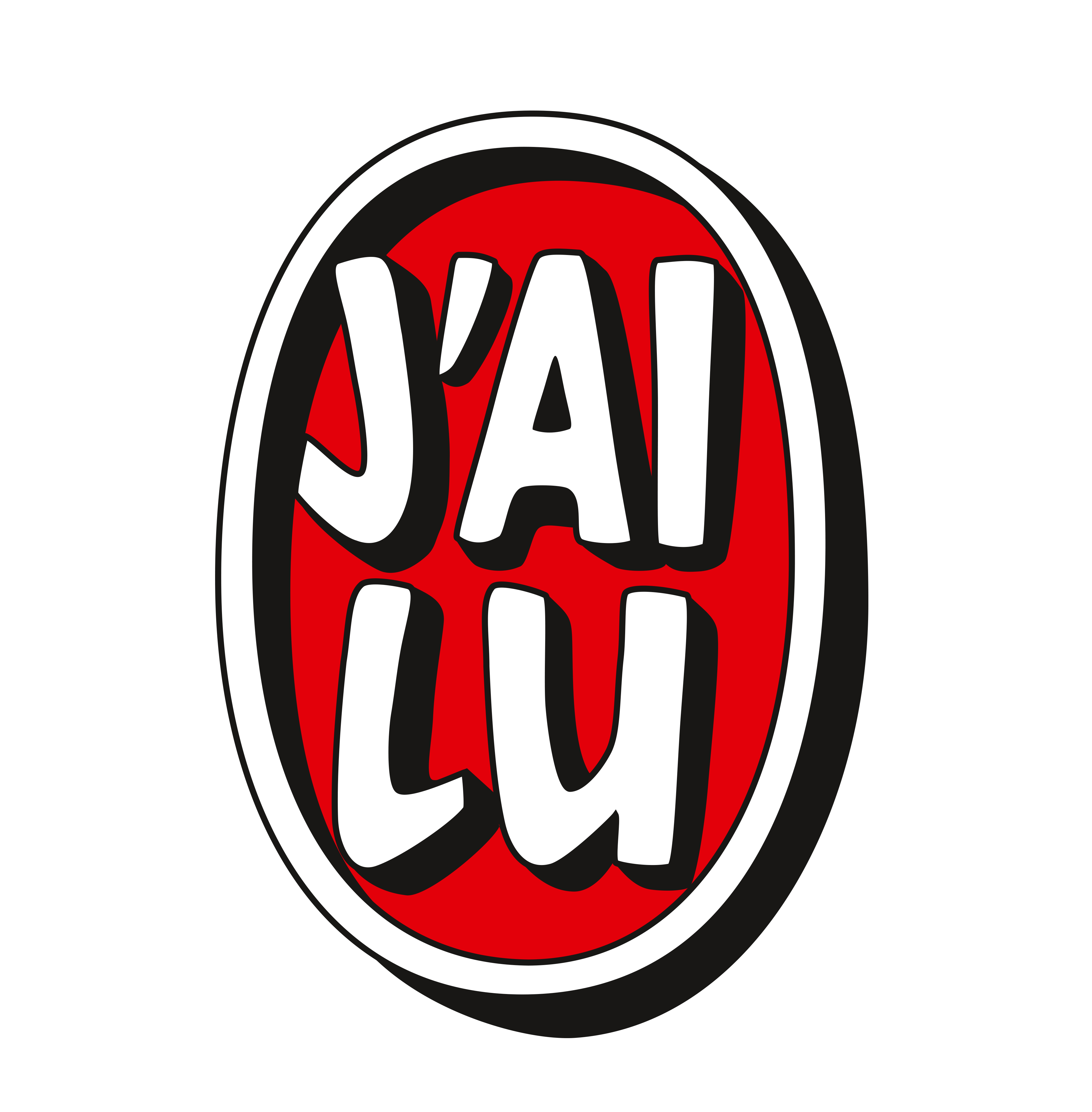
1996
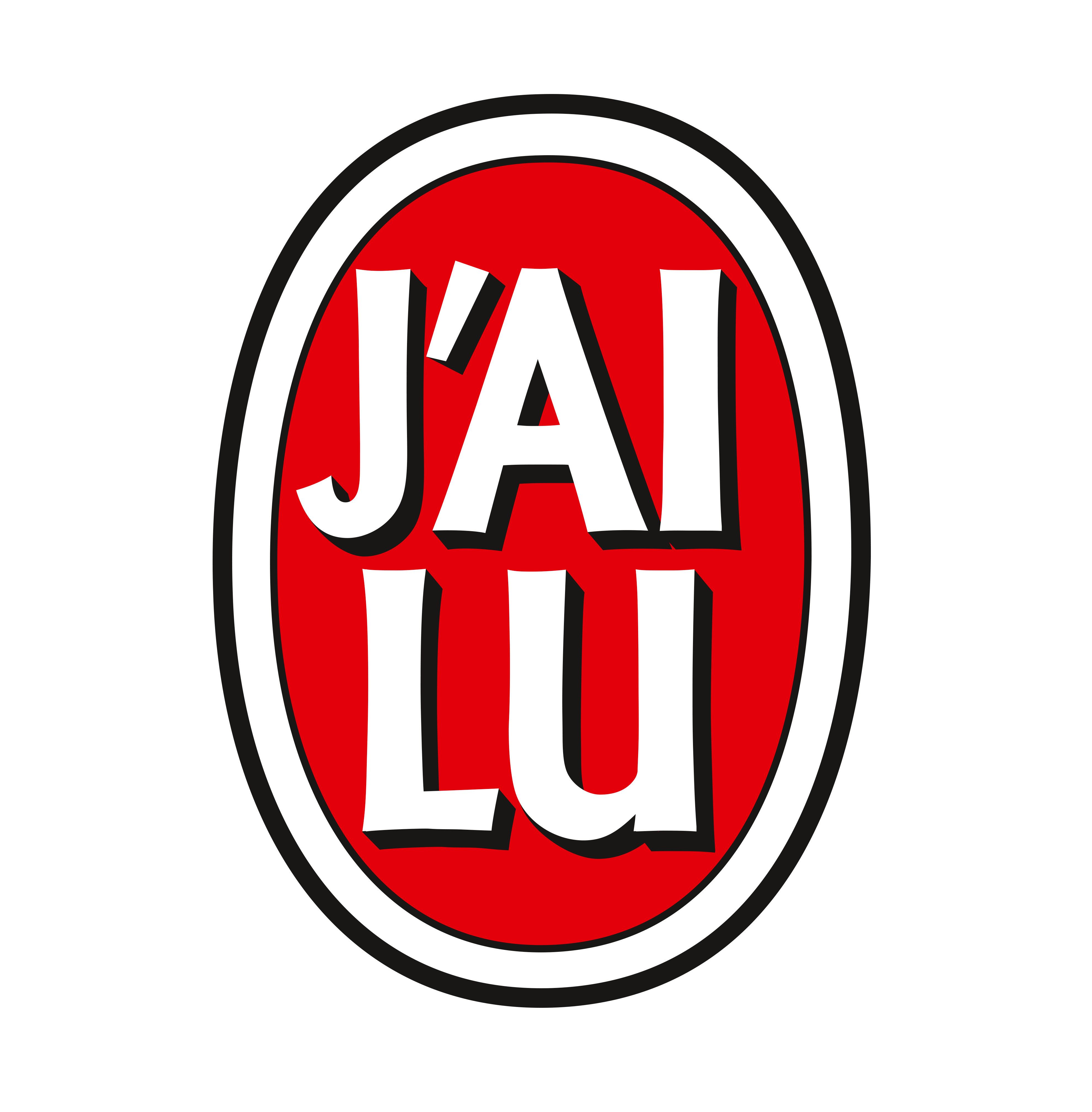
2003
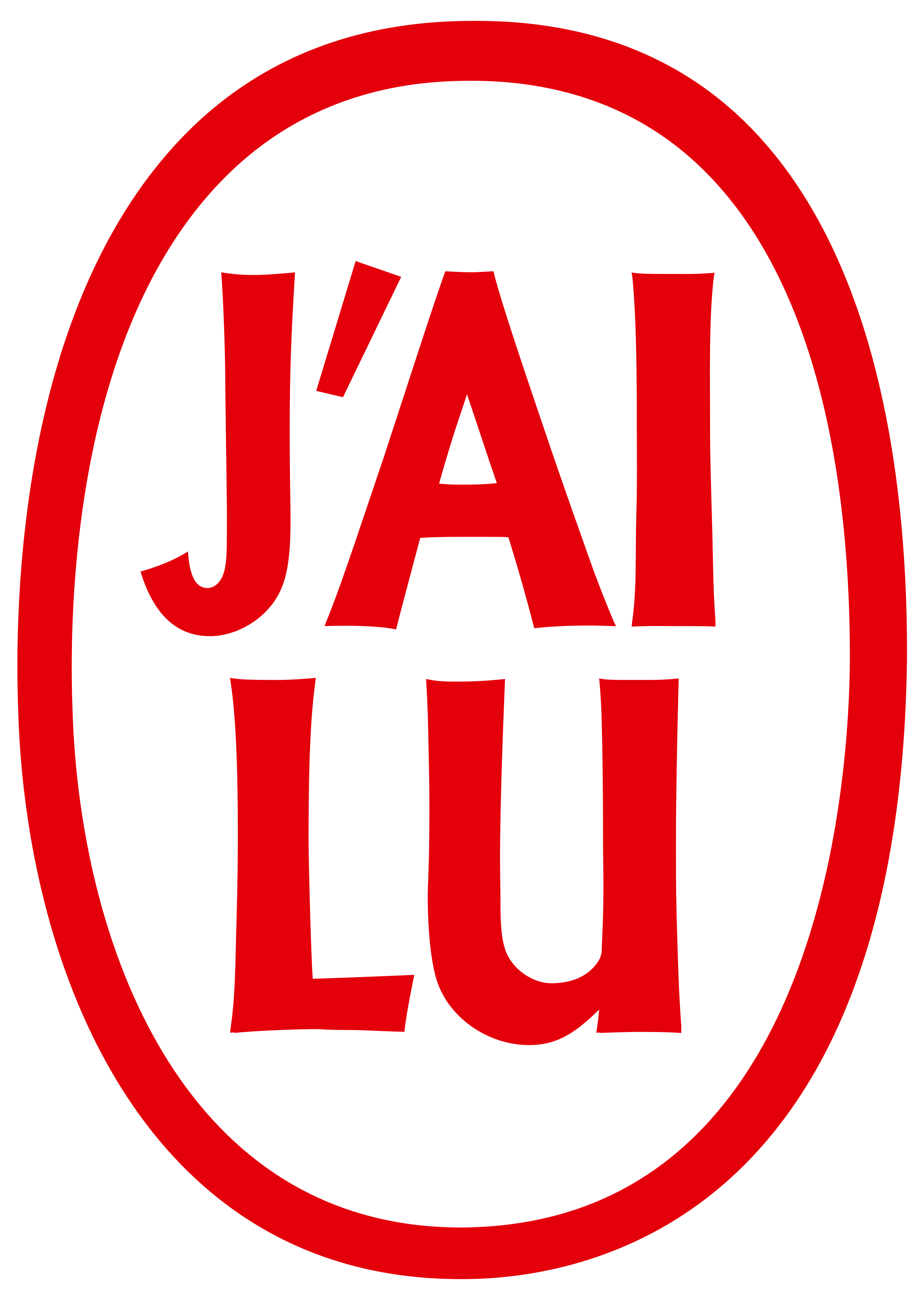
2016

## Câteva cifre
- Catalog cu 4.000 de referințe
- 480 de titluri noi pe an
- Autori din peste 40 de naționalități diferite
- Cărți vândute în mai mult de 70 de țări
- 82 de colecții de la înființarea editurii (date din 2018)
- 15.000 de titluri publicate de la început (date din 2018)
- Peste 225 de milioane de volume lansate de la început (date din 2018)

## Autori
Printre autorii publicați de Éditions J'ai lu se numără:
- Autori francezi: Olivier Adam, Christine Angot, Angélique Barbérat, Bruno Combes, Diane Ducret, Anna Gavalda, Michel Houellebecq, Gilles Legardinier, Laurent Seksik, Alice Zeniter, Laurent Gaudé, Claudie Gallay, Florian Zeller, Mathias Malzieu, Gaëlle Josse etc.
- Autori străini: Paulo Coelho, David Foster Wallace, Jim Harrison, Katarina Bivald, Brunk Holmqvist, Svetlana Alexievitch, Elif Shafak, Doris Lessing și Daniel Mendelsohn.
- Autori de povestiri istorice: Gilbert Sinoue, Marek Halter, Jean d'Aillon, Andrea H. Japp, Franck Ferrand .
- Autori de cărți de dragoste: Helen Fielding, Cecelia Ahern, Thomas Raphael, Alex Riva, Cécile Krug, Marion Michau.

În colecția Côté imaginaire au fost publicate cărți scrise de autori precum Isaac Asimov, H.P. Lovecraft, Arthur C. Clarke, Philip K. Dick, Stephen King, Pierre Bordage, Neil Gaiman, Robin Hobb, George RR Martin, Diana Gabaldon etc. 
Éditions J’ai lu a publicat, de asemenea, romane polițiste și istorice scrise de Val McDermid, Fred Vargas, Linwood Barclay, Christoffer Carlsson, Marin Ledun, Jérémie Guez, Douglas Preston și Lincoln Child, Michael Prescott, Jeffery Deaver, Henry Loevenbruck, Alexis Aubenque sau Jean d'Aillon. 
J’ai lu publică, de asemenea, numeroși autori de cărți de dezvoltare personală și ezoterism: 
- Psihologie, bunăstare și dezvoltare personală: Eckhart Tolle, Jon Kabat-Zinn, Guy Corneau, Joseph Messinger, Christophe André, Dominique Loreau, Daniel Goleman, Stephen R. Covey, Jacques Salomé etc.
- Colecția Mars & Venus de John Gray.
- Ezoterism (colecția „Aventure secrète”): Don Miguel Ruiz, Dr. Deepak Chopra, Dalai Lama, Wayne W. Dyer, Thich Nhat Hanh, James Redfield și Neale Donald Walsch.
- Au mai fost publicate și cărți despre viața de familie, sănătate, dietetică sau sexualitate.

În ceea ce privește documentele, Éditions J'ai lu a publicat poveștile, mărturiile, eseurile și biografiile: 
- Francezi: Michel Onfray, Charlotte Valandrey, Patricia Darré, Patrick Pelloux, Tim Guénard...
- Străini: Daniel Tammet, Daniel Mendelsohn, Stephen Hawking, Janet Malcolm, Mike Tyson, Bea Johnson...

Editura J’ai lu a publicat colecția „J’ai lu pour Elle” în care au apărut cărți scrise de autori renumiți pe plan internațional, precum Barbara Cartland, Sylvia Day, Nora Roberts, Cassandra O'Donnell, Jennifer L. Armentrout, Jamie McGuire și mulți alții. 

## Colecții

### Colecții actuale

#### Littérature
Littérature: conține epopei istorice, povești de familie, literatură introspectivă, exoficțiune etc.
- Literatură franceză
- Literatură străină
- Romane și povestiri istorice
- Romane de dragoste: «LJ»: colecție creată în iunie 2018.
- Littérature érotique

#### Imaginaire
- J’ai lu Imaginaire: a apărut oficial în 1970 și a fost formată mai întâi din subcolecția «J’ai lu SF». Această colecție se va diversifica apoi, incluzând literatura de fantezie, fantastică și pentru tineret, continuând în același timp genul ștințifico-fantastic.
- «Nouveaux Millénaires»: o subcolecție formată din literatură de frontieră, creată în 2011 .

#### Policier & Thriller
- «J’ai lu Policier»: cu peste 100 de autori francezi și străini, colecția „J'ai lu Policier” conține romane noir, thrilleruri psihologice și romane polițiste.

#### Bien-être & ésotérisme
Bien-être (1993) & ésotérisme (1968)
- Bunăstare: psihologie, bunăstare și dezvoltare personală, viață de familie, sănătate și dietetică, sexualitate etc.
- «Mars & Vénus»
- «Aventure secrète»: creată în 1968, colecția se concentrează pe înțelepciunea lumii și pe ezoterism.

#### Documents & humour
- Documents: eseuri, documente politice și jurnalistice, anchete, autobiografii, biografii, memorii, mărturii, literatură de aventură, filozofie, religie și spiritualitate, istorie, ecologie, știință, medicină, sport ...
- Humour: în 2013 colecția de umor are un mare succes cu La femme parfaite est une connasse cu peste 2 milioane de cărți vândute.

#### Dragoste
Romane de dragoste incluse în colecția J’ai lu pour Elle:
- «Aventures & passions»: romane de dragoste istorice.
- «Nora Roberts»: romane de dragoste cu suspans, romane de dragoste contemporane, romane de dragoste cu accente paranormale.
- «Love Addiction» : romane de dragoste urbane în care intrigile amestecă politica și senzualitatea, jocurile de putere și seducția, creată în ianuarie 2016.
- «Illicit’»: romane erotice, creată în octombrie 2017.
- «#exclusif» : romane de dragoste contemporane asociate cu diferite evenimente ale anului (Ziua femeii, Campionatul mondial de fotbal, Fête de la musique, Gay Pride…), creată în mai 2018.
- «Sélection»: colecție de romane de dragoste a cărei temă se schimbă la fiecare două luni, creată în iulie 2017.
- «Barbara Cartland» : primul titlu apărut în Franța la editura J’ai lu, Les Belles Amazones, a avut un tiraj de 60.000 de exemplare în 1977 și a fost epuizat în următoarele trei luni. [notă]Supranumită „The lady in pink”, Barbara Cartland a publicat în total 723 de volume între 1923 (anul apariției primului său roman) și 2000 (anul când a decedat). Romanele ei sunt traduse și publicate în Franța de editura J’ai lu.

#### Bande-dessinée
- «Des bulles et des images»

### Colecții abandonate
- «Nouvelle génération»: colecție a operelor scriitorilor moderni, printre care Virginie Despentes și Michel Houellebecq.

#### Imaginaire
- «Millénaires»: 53 de romane de ficțiune în format mare (130 x 200)
- «Ténèbres»
- «Stephen King»

#### Bien-être &ésotérisme
- «L’Aventure mystérieuse»
- «New Age»

Aceste două colecții au fuzionat pentru a forma colecția «Aventure secrète» în 1968.
- «J’ai lu la vie !»: colecție practică și ilustrată asociată cu colecția «Bien-être» de astăzi.

#### Humour
- «J’ai lu, j’ai ri»: creată în 1960.

#### Document
- «Info +»: cărți de non-ficțiune în ediție de buzunar care au efectuat interpretări ale informațiilor și au prezentat anchete jurnalistice. În parteneriat cu Reporters sans frontières.

#### romantism
Sub eticheta J’ai lu pour Elle au apărut următoarele subcolecții:
- «Passion intense»: romane erotice.
- «Crépuscule»: romane paranormale.
- «Promesses»: romane contemporane.
- «Aventures et passions sensualité»: romane istorice.
- «Darklight»: romane de fantezie urbană.
- «Romantic suspense»: romane de suspans.
- «Best friend»: romane contemporane în care un animal joacă rolul de intermediar între personaje.
- «Darcy & Co»: romane istorice în stilul operelor lui Jane Austen.

#### Bande-dessinée
- J’ai lu-BD: creată în 1986, colecția a fost întreruptă în 1996. În total, 291 de titluri au fost publicate și au fost vândute peste șase milioane de exemplare.

#### Manga
- Shueisha: creată în 1996 și întreruptă în aprilie 2006.[5]

## Legături externe
- Site officiel J'ai lu
- Site officiel J'ai lu pour Elle Arhivat în 1 decembrie 2018, la Wayback Machine.